# It's Now or Never
It's Now or Never (c'est maintenant ou jamais, en anglais) est une chanson d'amour d'Elvis Presley, enregistrée en single chez RCA Victor en 1960,, un des plus importants succès international de sa carrière, et un des singles les plus vendus de tous les temps, avec plus de 20 millions d'exemplaires dans le monde, classé en tête des ventes de nombreux pays, dont les États-Unis et le Royaume-Uni.

## Histoire
Cette mélodie est adaptée de la célèbre sérénade napolitaine amoureuse emblématique « 'O sole mio » de 1898. Elvis Presley entend There's No Tomorrow pendant son service militaire de l'U.S. Army, entre 1958 et 1960, en Allemagne, version anglophone du standard emblématique napolitain, enregistrée par l'acteur Tony Martin en 1949. Il rencontre et tombe alors amoureux de sa future épouse Priscilla Presley, en 1959 (avant de l'épouser en 1967 à Las Vegas) et demande à ses auteurs partenaires Aaron Schroeder et Wally Gold (en) (par l’intermédiaire de son producteur new-yorkais Freddy Bienstock (en)) de lui composer des paroles anglophones personnalisées sur le thème d'une « déclaration d'amour » pour sa reprise It's Now or Never  : 

« C'est maintenant ou jamais, viens et serre-moi fort, embrasse-moi ma chérie, sois à moi ce soir, demain il sera trop tard, c'est maintenant ou jamais, mon amour n'attendra pas, quand je t'ai vue pour la première fois, avec ton sourire si tendre, mon cœur fut fait prisonnier, mon âme se rendit, je passerais une vie entière, à attendre le bon moment, maintenant que tu es près de moi, ce moment est enfin là… »

. 
Libéré du service militaire le 2 mars 1960, de retour chez lui à Graceland à Memphis (Tennessee), et star américaine mondiale du rock 'n' roll âgée de 25 ans, il l'enregistre au RCA Studio B (en) de Nashville Tennessee, en même temps que son 4e album Elvis Is Back! (Elvis est de retour) durant sa seconde séance d'enregistrement du 3 avril 1960,, avec The Nashville A-Team (en), dont Scotty Moore et Hank Garland (en) aux guitares, Boots Randolph au saxophone, Floyd Cramer au piano, Bob Moore (en) à la contrebasse, D.J. Fontana et Buddy Harman (en) à la batterie, et The Jordanaires et Charlie Hodge (guitarist) (en) aux chœurs.

## Sortie et chiffres de ventes
La chanson sort en juillet 1960 et se classe no 1 du Billboard Hot 100 américain pendant cinq semaines. Elle domine les charts britanniques durant huit semaines et les ventes du disque dans le pays atteignent le million d'exemplaires,. Avec plus de 20 millions de disques vendus à travers le monde, It's Now or Never devient le single le plus populaire d'Elvis Presley.
En 2008, It's Now or Never est retenue par le magazine musical américain Billboard dans son « All-Time Hot 100 top songs », établi à l'occasion du 50e anniversaire du Billboard Hot 100.

## Palmarès
- Liste des titres musicaux numéro un aux États-Unis en 1960
- Liste des titres musicaux numéro un au Royaume-Uni en 1960

## Reprises
Ce tube est repris en particulier par Chris Isaak (Beyond the Sun (album) (en) de 2011), et Amanda Lear (album My Happiness 2014)...